# 日本麦酒鑛泉
日本麦酒鑛泉株式会社（にっぽんびーるこうせん）は、かつて存在した日本のビールメーカー。加富登麦酒株式会社、帝国鉱泉株式会社、日本製壜株式会社の合併にて誕生した根津財閥系の企業である。

## 沿革
- 1887年 - 丸三麦酒醸造所を愛知県に設立[3]。
- 1889年5月 - 「丸三ビール」を初出荷。
- 1896年9月 - 丸三麦酒株式会社として法人化[3]。
- 1906年10月 - 根津嘉一郎が丸三麦酒を買収し社長に就任、日本第一麦酒株式会社に改称[3]。
- 1908年7月 - 加富登麦酒株式会社（カブトビール）に改称[3]。
- 1921年7月27日 - 加富登麦酒株式会社・帝国鉱泉株式会社・日本製壜株式会社が合併し、日本麦酒鑛泉株式会社を設立。[2][1]
- 1922年4月3日 - 「ユニオンビール」発売。[2]
- 1924年6月 - 東京工場竣工（後のサッポロビール埼玉工場→2003年閉鎖）。
- 1925年5月 - 金線飲料株式会社を合併[2]。
- 1927年 - 大阪工場竣工（後のアサヒビール西宮工場→2012年閉鎖）。
- 1933年 - 大日本麦酒株式会社に合併[2]。

## ブランド
- ユニオンビール [2]
- カブトビール　（旧・丸三麦酒）[1]
- 三ツ矢サイダー （旧・帝国鉱泉）[1]
- 三ツ矢レモラ[1]
- 金線サイダー